# Киселёва, Юлия Игоревна
Ю́лия И́горевна Киселёва (род. 17 февраля 1982, Асбест, Свердловская область) — сценарист, режиссёр и продюсер документального кино; член Союза кинематографистов и Гильдии неигрового кино и телевидения.

## Биография
Родилась в г. Асбесте Свердловской области.
Окончила факультет журналистики УрГУ и режиссёрский факультет ВГИКа (мастерскую неигрового кино И. А. Григорьева). Живёт в Москве. В 2009 году родила дочь Марию.
Первый документальный фильм «Далеко от Лондона» — о драматурге Василии Сигареве — сняла в 2007 году на екатеринбургской студии «А-фильм».
В 2011 и 2012 годах училась сценарному мастерству на семинарах Роберта Макки (Robert McKee’s seminars: «Story», «Genres»).
C 2015 снимает научно-популярное кино.
Как режиссёр реализовала более 20 авторских проектов, выпустила десятки телевизионных фильмов и программ, множество презентационных и корпоративных фильмов и роликов.
Работала сценаристом, редактором и шеф-редактором на ТВ. Периодически читает лекции и проводит мастер-классы на различных форумах и фестивалях, а также в университетах и киношколах.
Авторский фильмы принимали участие в более чем 100 российских и зарубежных кинофестивалях (где получили более 80 призов и дипломов), выходили в кинопрокат, были показаны по ТВ («Первый канал», «Культура», «Наука», "Пятница", "Неизвестная Россия", «ОТР»), были размещены на 14 онлайн-платформах.
Лауреат премии «За верность науке» (2022) в номинации «научный режиссер года». Лауреат (2021) и четырежды финалист (2007, 2012, 2014, 2022) премии «Лавровая ветвь в области неигрового кино и телевидения». Лауреат телевизионного конкурса «ТЭФИ-регион» (2014). Финалист премий «Знание» (2021), «Headliner» (2020), дважды номинант Европейской академии научного кино (2020, 2021)..
В 2014—2016 годах — преподаватель киношколы «АУРУМ».
В 2022 году - художественный руководитель "Лаборатории научного кино", реализованной совместно с фестивалем ФАНК
С 2022 года - сооснователь и художественный руководитель проекта "Лаборатория научного кино 2.0" (совместно с продюсером Лилией Сабировой)

## Избранная фильмография
- 2025 — "Чувственный контакт" (киновидеостудия «Риск», Москва, при поддержке Министерства культуры РФ)
- 2024 — "Как Иван Пигарёв сон изучал" (киновидеостудия «Риск», Москва, при поддержке Министерства культуры РФ)[9][10]
- 2023 — "Just life"
- 2022 — "Вспышки света"
- 2022 — «Чип внутри меня» [11][12] (киновидеостудия «Риск», Москва, при поддержке Министерства культуры РФ)
- 2021 — сериал "Мозг. Вторая Вселенная" (6 серий: "Синестезия", "Гипноз", "Мозг и социальное поведение", "Нейромаркетинг", "Свобода воли", "Нейроинтерфейсы")[13]
- 2021 — «Робот, я люблю тебя?»[14][15] (киновидеостудия «Риск», Москва, при поддержке Министерства культуры РФ)
- 2019 — «Мозг. Эволюция»[16] (ООО "Студия «Риск-Фильм», Москва, при поддержке Министерства культуры РФ)
- 2017 — «Мозг. Вторая Вселенная»[17] (ООО "Студия «Риск-Фильм», Москва, при поддержке Министерства культуры РФ)
- 2017 — «БАКУРОВ» (независимое производство, Москва, Братск)
- 2016 — «Глубина 1080»[18] (кинокомпания «Аурум Медиа», Москва, при поддержке Министерства культуры РФ)
- 2015 — «Самовыдвиженка» (киновидеостудия «Риск», Москва, при поддержке Министерства культуры РФ)
- 2015 — «Хозяин земли»[19] (кинокомпания «Аурум Медиа», Москва, при поддержке Министерства культуры РФ)
- 2014 — «По специальности: нефтяник» (кинокомпания «Аурум Медиа», Москва, при поддержке Министерства культуры РФ)
- 2014 — «Детство на берегу реки»[20] (студия «А4», Москва, при поддержке Министерства культуры РФ)
- 2013 — «Воспитать чемпиона» (студия «Уралфильм», Екатеринбург, при поддержке Министерства физической культуры, спорта и молодёжной политики Свердловской области)
- 2013 — «Про клятву Гиппократа»[21] (киновидеостудия «Риск», Москва, при поддержке Министерства культуры РФ)
- 2012 — «Киномагнат» (Свердловская киностудия, Екатеринбург, при поддержке Министерства культуры РФ)
- 2012 — «Широкие объятия»[22] (киновидеостудия «Риск», Москва, при поддержке Министерства культуры РФ)
- 2009 — «Привязанные, пристегнутые, счастливые» (студия «Уралсинема», Екатеринбург, при поддержке Министерства культуры РФ)
- 2009 — «В Движении» (дипломная работа, независимое производство, Москва)
- 2008 — «Солнечный день» (курсовая работа, 35 мм, студия «ВГИК», Москва)
- 2007 — «Далеко от Лондона» (студия "А-фильм, Екатеринбург, при поддержке Министерства культуры РФ)
- 2006 — «Полина» (учебная работа, 35 мм, студия «ВГИК», Москва)
- 2005 — «Звезды и тернии» (учебная работа, независимое производство)